# 藤田望
藤田 望（ふじた のぞむ、1984年10月2日 - ）は、日本のラグビー選手。トップリーグのホンダヒートに所属する。
2015年11月現在、日本代表通算14キャップを獲得している。

## プロフィール
- 埼玉県出身。
- 身長192cm、体重125kg
- 血液型O型
- ポジションはプロップ（主にタイトヘッドプロップ）
- ニックネームはフッティ。

## 経歴
- 2001年～2004年 埼工大深谷高校
- 2004年～2008年 中央大学ラグビー部
- 2008年～2016年 ホンダヒート

埼玉工業大学深谷高校で、16歳のときに父親の勧めでラグビーを始める。
卒業後、ホンダに入社。
2012年度より、チームのフォワードリーダーを務めた。
2011年3月1日に日本代表に初選出され、同年5月1日にHSBCアジア5カ国対抗 韓国戦において代表デビューを果たす。
ラグビーワールドカップ2011日本代表にも選出され、プロップとして全試合に出場した

。
2016年、ホンダを退団した。